# 萨基斯·鲍乐斯
萨基斯·鲍乐斯（Athanasios "Sakis" Boulas，1954年9月25日—2014年2月21日），是一名希腊歌手、作曲家、演员，出生于基尔基斯。她撰写了大量专辑和歌曲，并参与到电影和电视剧中。
2014年2月21日，她因为癌症去世于雅典，享年59岁。